# Stage6

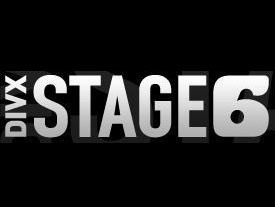
Stage6

Stage6 fue un sitio web donde los usuarios podían compartir, almacenar y publicar videos usando el codec DivX. El sitio era parte de la misma compañía DivX. Nunca terminó de ser versión beta.
A diferencia de Youtube y las demás webs de videos en línea, Stage6 tuvo la particularidad de ser la primera página web en la que se podía compartir, almacenar y publicar videos de verdadera alta definición (1920 x 1080) y alta calidad de sonido.
El 9 de febrero de 2008, aproximadamente a las 16:00 GMT, fue hackeada y su página principal redireccionaba a sitios chocantes (del estilo Goatse.cx).
El 28 de febrero de 2008 la web dejó de estar operativa, la versión oficial de su cierre fue porque había muchas razones que terminaban resumiéndose en la falta de dinero disponible para mantener la página, se expuso que Stage6 fue planeado desde el principio solo como una prueba que se volvió bastante exitosa en poco tiempo. Muchas personas creen independientemente de lo que se dijo en la versión oficial que Stage6 cerró realmente por culpa de las entidades de gestión de derechos de autor, otros afirman que era por el exceso del consumo de recursos tecnológicos (tales como el ancho de banda y el espacio en disco duro) y otros más piensan que fue por una batalla interna de egos ya que se llegó a presentar la propuesta de separar Stage6 de DivX debido a que las ganancias de Stage6 diferían mucho de las del resto de la compañía de DivX lo cual es irónico si se observa la versión oficial de los hechos en que se indicaba que tenían pocos recursos para mantener la página.
Desde la web ya no se puede visionar ni descargar videos y ni tampoco navegar por la web de stage6. En cambio, aparece un mensaje de la web comunicando que sus servicios ya han concluido y otro mensaje más recomendando a la página Veoh que también da la posibilidad de almacenar video de calidad aceptable (540 x 304) y en el codec de DivX que ha estado aumentando en cantidad de videos desde la desaparición de Stage6.